# Генрік Кемпний
Генрік Кемпний (пол. Henryk Kempny, 24 січня 1934, Бейтен — 29 травня 2016, Битом) — польський футболіст, що грав на позиції нападника. Після закінчення кар'єри футболіста — польський футбольний тренер. Чотириразовий чемпіон Польщі, двократний кращий бомбардир чемпіонату Польщі з футболу.

## Клубна кар'єра
Генрік Кемпний народився в Битомі, і розпочав займатися футболом при місцевому клубі «Огніво» (перейменованому пізніше в «Полонію»). У 1951 році він дебютував у вищому дивізіоні польського футболу, а в 1954 році він разом із командою став чемпіоном Польщі, а також кращим бомбардиром першості із 13 забитими м'ячами (разом із Ернестом Полем). Наступного року він став гравцем столичної армійської команди ЦВКС, у складі якої він двічі підряд ставав чемпіоном Польщі, а в 1956 році він із 21 забитим м'ячем удруге став кращим бомбардиром чемпіонату Польщі.
У 1958 році Кемпний повернувся до «Полонії», в якій знову був одним із кращих бомбардирів. У 1962 році він удруге вже у складі битомського клубу став чемпіоном Польщі. У 1963 році Кемпний став гравцем «Гурника» з Валбжиха, де також продовжує бути одним із кращих бомбардирів команди, відзначившись 40 забитими м'ячами за 4 роки перебування в команді. Завершив кар'єру футболіста Кемпний у нижчоліговій команді ЧКС (Челядзь), у якій грав у 1967—1970 роках.

## Виступи за збірну
Генрік Кемпний у 1955 році дебютував у складі національної збірної Польщі в товариському матчі зі збірною Румунії. У складі збірної зіграв у 16 матчах, у яких відзначився 6 забитими м'ячами.

## Після завершення футбольної кар'єри
Після завершення кар'єри професійного футболіста Генрік Кемпний працював у тренерському штабі «Полонії» з Битома, а в 1974—1976 роках очолював її тренерський штаб, пізніше працював одним із тренерів клубу. У 1978—1987 роках Кемпний очолював нижчолігові клуби «Гурник» (Войковіце), АКС «Гурник» (Нівка-Сосновець) і ЧКС (Челядзь). У 1987—1988 роках колишній нападник очолював свій інший колишній клуб — «Гурник» (Валбжих). В останні роки життя Кемпний жив у Битомі. Помер колишній футболіст 29 травня 2016 року в Битомі.

## Титули і досягнення

### Командні
- Чемпіон Польщі (4):

«Полонія» (Битом): 1954, 1962
«Легія» (Варшава): 1955, 1956
- Володар Кубка Польщі (2):

«Легія» (Варшава): 1954-55, 1955-56

### Особисті
- Найкращий бомбардир чемпіонату Польщі (2): 1954 (разом із Ернестом Полем), 1956.